# Capcom Generations
Capcom Generations (カプコン ジェネレーション en japonais) est une série de cinq compilations de jeux vidéo développée par Capcom en 1998 pour la PlayStation et pour la Saturn (uniquement au Japon). Chaque volume contient trois ou quatre jeux d'une série particulière portés directement dans leur version arcade originale (à l'exception de Super Ghouls'n Ghosts, qui était à l'origine un jeu Super Nintendo). Chaque disque contient un "mode collection" incluant l'histoire, des astuces, des artworks, les profils des personnages, les musiques et d'autres contenus débloquables pour chaque jeu. Les versions PlayStation des jeux supportent le contrôleur de jeu DualShock.
Les cinq titres Capcom Generations sont sortis séparément au Japon, tandis que les quatre premiers volumes ont été commercialisés en même temps en Europe. Le cinquième volume (basé sur la série des Street Fighter) est sorti plus tard en Europe (sans aucun lien avec la série des Capcom Generations) et est le seul épisode à être sorti en Amérique du Nord. Les 16 jeux de la série ont été repris plus tard dans la compilation Capcom Classics Collection basée sur les versions Capcom Generations.

## Wings of Destiny
Le premier disque de la série (sorti au Japon sous le nom de カプコン ジェネレーション －第1集 撃墜王の時代－, Capcom Generation Vol. 1: Gekitsuiou no Jidai), il rassemble les trois premiers jeux vidéo de la série des "1940".
- 1942
- 1943: The Battle of Midway
- 1943 Kai

## Chronicles of Arthur
Le deuxième disque de la série (sorti au Japon sous le nom de カプコン ジェネレーション －第2集 魔界と騎士－, Capcom Generation Vol. 2: Makai to Kishi), il contient les trois premiers titres de la série des Ghosts'n Goblins.
- Ghosts'n Goblins
- Ghouls'n Ghosts
- Super Ghouls'n Ghosts

## First Generation
Le troisième disque de la série (sorti au Japon sous le nom de カプコン ジェネレーション －第3集 ここに歴史はじまる－, Capcom Generation Vol. 3: Kokoni Rekishi Hajimaru), il rassemble quatre des premiers titres développés par Capcom.
- Vulgus
- SonSon
- Pirate Ship Higemaru
- Exed Exes

## Blazing Guns
Le quatrième disque (sorti au Japon sous le nom de カプコン ジェネレーション －第4集 弧高の英雄－, Capcom Generation Vol. 4: Kokou no Eiyuu), il contient trois jeux de tir du style "run 'n gun".
- Commando
- Gun.Smoke
- Mercs

## Street Fighter Collection 2
Le cinquième disque (sorti au Japon sous le nom de カプコン ジェネレーション －第5集 格闘家たち－, Capcom Generation Vol. 5: Kakutouka-tachi), bien qu'il n'ait pas été commercialisé comme un volume à part entière de la série Capcom Generations en dehors du Japon, mais plutôt comme une sorte de suite à Street Fighter Collection (qui contenait Super Street Fighter II: The New Challengers, Super Street Fighter II Turbo et Street Fighter Alpha 2 Gold). Cette compilation rassemble les trois premiers épisodes de Street Fighter II.
- Street Fighter II: The World Warrior
- Street Fighter II': Champion Edition
- Street Fighter II': Hyper Fighting